# Serge Torreilles
Serge Torreilles Cirere (Baixàs, 31 de desembre del 1931 - 5 d'abril del 2001) va ser un jugador nord-català de rugbi a 15 que jugà amb la USAP i l'equip nacional francès normalment en la posició d'aler de tres-quarts.
Feia 1,70 m i 73 kg. Va ser capità de l'equip perpinyanenc en les temporades 1960-61 i 1961-62. La seva filla es casà amb el també jugador arlequinat Jean-Philippe Autonès. Torreilles va ser Viticultor i presidí el club de l'Entente Espira SC-Baixas AC, al seu Baixàs natal. Sota la seva direcció, l'equip guanyà el campionat de França Primera sèrie de rugbi a 15 (el 8è nivell nacional i el tercer de regional) el 1981.

## Carrera
- 1951-1963 USAP

### Internacional
- Participà en un partit del Torneig de les Cinc Nacions, contra Escòcia el 14 de gener del 1956 a Murrayfield

## Palmarès
- Campió de França 1955
- Guanyador de la Challenge Yves du Manoir 1955
- Finalista del Campionat de França 1952
- Finalista de la Challenge Yves du Manoir 1956